# Unionstraße (Linz)
Die Unionstraße (Aussprache: Betonung auf der ersten Silbe Unionstraße) ist eine Straße in der oberösterreichischen Landeshauptstadt Linz. Sie verläuft von der sogenannten Unionkreuzung (der Kreuzung Wiener Straße/Hamerlingstraße) zur Stadtgrenze nach Leonding, wo sie örtlich als Welser Straße benannt ist. Sie ist ab der Westbrücke zudem Landesstraße B139 (Kremstal Straße) und Ausfallstraße nach Leonding (Harter Plateau), Pasching, Traun, Wels und ins Kremstal.

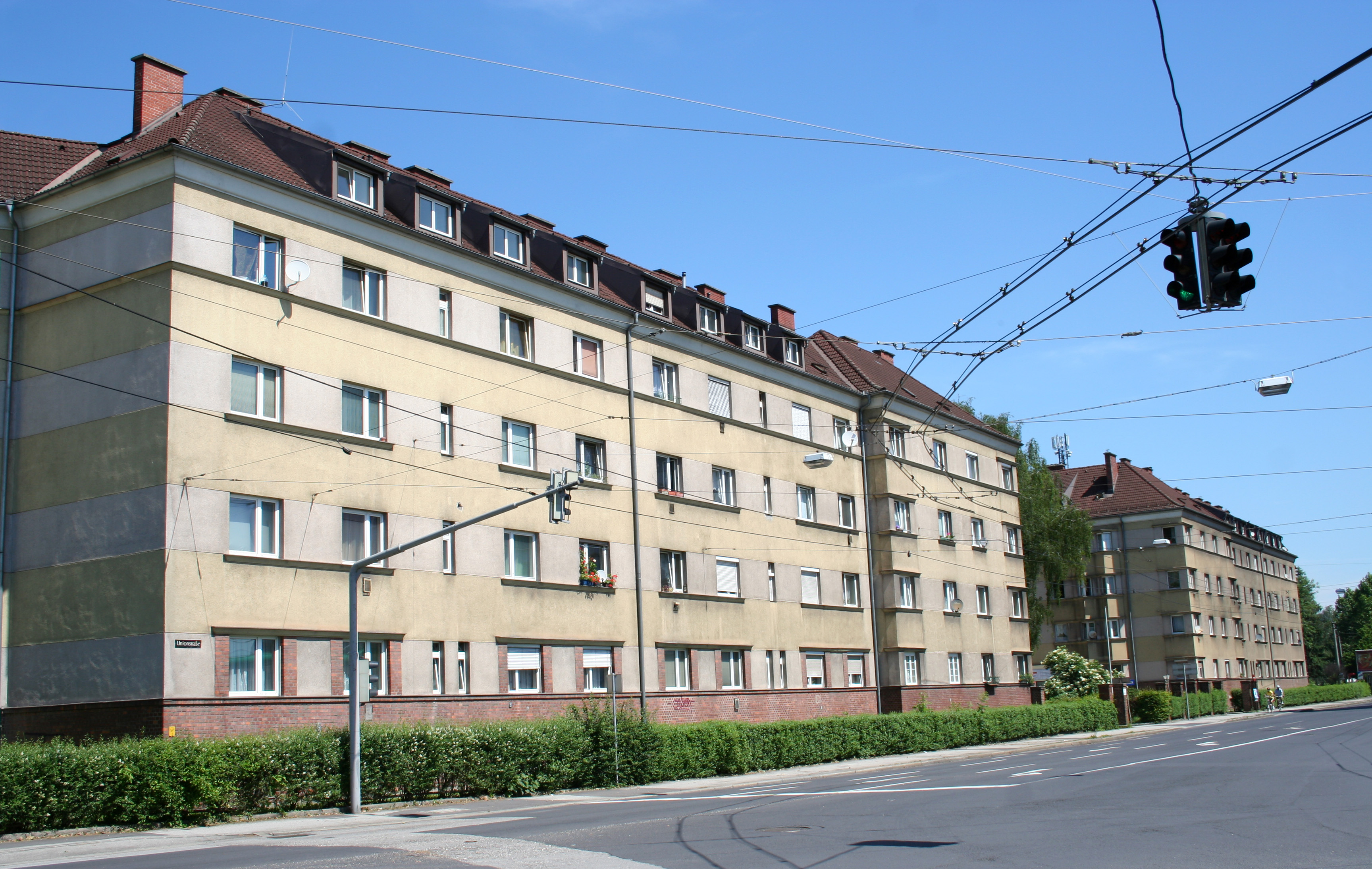
Kommunaler Wohnbau an der Unionstraße